# Major Crimes
Major Crimes (Crímenes mayores en Hispanoamérica) es una serie de televisión estadounidense de policía procesal protagonizada por Mary McDonnell. Es una serie derivada de The Closer y fue estrenada en TNT el 13 de agosto de 2012, después del final de este show.
El 15 de diciembre de 2015, TNT renovó la serie para una quinta temporada de 13 episodios, que se emitió el 22 de junio de 2016, TNT ordenó ocho episodios adicionales para la quinta temporada, llevando el total a 21. Major Crimes fue renovado para una sexta temporada de 13 episodios, prevista para estrenarse el 31 de octubre de 2017.
En Latinoamérica se emite a través de TNT Series a partir de su segunda temporada desde 2015. En España, la serie se emite por TNT a través de plataformas de televisión de pago y por Divinity en abierto.

## Reparto y personajes
- Mary McDonnell como Sharon Raydor.
- G. W. Bailey como Louie Provenza.
- Tony Denison como Andy Flynn.
- Michael Paul Chan como Michael Tao.
- Raymond Cruz como Julio Sánchez.
- Kearran Giovanni como Amy Sykes.
- Phillip P. Keene como Buzz Watson.
- Graham Patrick Martin como Rusty Beck.
- Jonathan Del Arco como Dr. Morales
- Robert Gossett como Russell Taylor.
- Nadine Velazquez como Emma Ríos.
- Jon Tenney como Fritz Howard.
- Daniel di Tomasso como Wes Nolan.
- Kathe Mazur como Andrea Hobbs.

## Episodios
| Temporada | Temporada | Episodios | Emisión original      | Emisión original      |
| Temporada | Temporada | Episodios | Inicio                | Final                 |
| --------- | --------- | --------- | --------------------- | --------------------- |
|           | 1         | 10        | 13 de agosto de 2012  | 15 de octubre de 2012 |
|           | 2         | 19        | 10 de junio de 2013   | 13 de enero de 2014   |
|           | 3         | 19        | 9 de junio de 2014    | 13 de enero de 2015   |
|           | 4         | 23        | 8 de junio de 2015    | 14 de marzo de 2016   |
|           | 5         | 21        | 6 de junio de 2016    | 12 de abril de 2017   |
|           | 6         | 13        | 31 de octubre de 2017 | 9 de enero de 2018    |

## Desarrollo y producción
El 10 de diciembre de 2010, TNT anunció que la próxima séptima temporada de The Closer, que comenzó la producción en la primavera de 2011, sería la última. La cadena dijo que la decisión de retirar el show fue hecha por Kyra Sedgwick.
El 30 de enero de 2011, los medios de comunicación anunciaron que la temporada final agregaría seis episodios a la habitual orden de 15 episodios, siendo los últimos seis la construcción hacia un posible spin-off. El 18 de mayo de 2011, TNT anunció el spin-off, titulado  Major Crimes y protagonizada por Mary McDonnell como la capitana Sharon Raydor, y había sido recogido para una temporada de 10 episodios.
Después de un promedio de más de 7 millones de espectadores para su primera temporada, TNT renovó Major Crimes para una segunda temporada de 15 episodios el 27 de septiembre de 2012, el cual se incrementó a 19 episodios en abril de 2013. La temporada 2 fue estrenada el 10 de junio de 2013. La serie fue renovada para una tercera temporada de 15 episodios el 15 de agosto de 2013, que fue emitida del 9 de junio de 2014, hasta el 12 de enero de 2015. El 18 de julio de 2014, TNT renovó Major Crimes para una cuarta temporada de 15 episodios,  que después se amplió a 23 episodios, que se estrenó a partir del 8 de junio de 2015, al 14 de marzo de 2016. El 15 de diciembre de 2015, TNT renovó la serie para una quinta temporada 13 episodios, El 22 de junio de 2016, TNT ordenó ocho episodios adicionales para la quinta temporada, elevando el total a 21. El 18 de enero de 2017, la serie se renovó para una sexta temporada de 13 episodios, y en octubre se confirmó que sería la temporada final, que se emitió del 31 de octubre de 2017 al 9 de enero de 2018.